# Ville-sur-Ancre
Ville-sur-Ancre è un comune francese di 285 abitanti situato nel dipartimento della Somme nella regione dell'Alta Francia.

## Società

### Evoluzione demografica
Abitanti censiti